# Janusz Korwin-Mikke
Janusz Ryszard Korwin-Mikke, často uváděn pouze iniciály JKM (* 27. října 1942 Varšava) je polský konzervativně libertariánský politik a spisovatel, zakladatel polské libertariánské a euroskeptické politické strany KORWiN a poslanec Evropského parlamentu za Slezské vojvodství.

## Politická kariéra
Byl předsedou Kongresu nové pravice (KNP), která byla založena v roce 2011 z Wolność i Praworządność (WiP), kterou vedl od svého vzniku v roce 2009 a Unie Polityki Realnej (UPR), kterou byl předsedou v letech 1990 až 1997 a 1999 až 2003. V současné době je předsedou strany KORWiN (spolu s Przemysławem Wiplerem, polským poslancem, a Robertem Iwaszkiewiczem, poslancem Evropského parlamentu), která byla vlastně přetvořena z Kongresu nové pravice.

## Kontroverze

### Kauza „Michał Boni“
V roce 2014 se Janusz Korwin-Mikke postaral o pozdvižení, když kvůli rok staré urážce ve Varšavě nafackoval bývalému polskému disidentovi Michału Bonimu.

### Kauza „hajlování v EU“
V roce 2015 v rámci poukazování na podobnost politiky tehdejších představitelů EU a nacistů při vyřčení kritického "Ein Volk, ein Reich, ein Ticket" hajloval v zasedacím sále Evropské unie. Mikke poukazoval na to, že se představitelé EU navenek tváří, že jsou pro rozmanitost, ale v praxi prosazují politiku unifikace podobající se nacistické unifikaci.

### Kauza „odměňování žen“
Na začátku roku 2017 ho nechvalně proslavil výrok na adresu žen během debaty o nerovnosti v odměňování žen a mužů. „Protože jsou slabší, menší a méně inteligentní, musejí také méně vydělávat.“ Dodal, že nižší platy žen pokládá za samozřejmé. Předseda Evropského parlamentu Antonio Tajani ho za tento výrok potrestal pokutou, deset dní bez účasti na jednání Evropského parlamentu a rok ho také nesmí oficiálně reprezentovat.